# Clare Jacobs
Clare Stephen Jacobs (Madison, Dakota del Sud, 8 de febrer de 1886 – Detroit, Michigan, 21 de febrer de 1971) va ser un atleta estatunidenc, especialitzat en el salt de perxa, que va competir a principis del segle xx.
El 1908 va prendre part en els Jocs Olímpics de Londres, on va guanyar la medalla de bronze de la prova de salt de perxa del programa d'atletisme. Aquesta medalla fou compartida amb el canadenc Edward Archibald i el suec Bruno Söderström.
El 1909 va establir un nou rècord del món en pista coberta de salt de perxa que conservà durant tres anys.